# JR東海新幹線エンジニアリング
JR東海新幹線エンジニアリング株式会社（ジェイアールとうかいしんかんせんエンジニアリング）は東京と大阪に拠点を置き、東海道新幹線で使用される新幹線電車の検査・修繕・改造を主たる事業としている東海旅客鉄道の100%出資子会社。
新幹線車両の定期検査である仕業･交番･台車検査業務の一部や、車両改造工事、車両施策工事、車両データ分析準備業務を受託している。

## 登録活動範囲
- 新幹線鉄道車両交番検査の施工
- 新幹線鉄道車両部品の保全工事の施工
- 鉄道車両用可撓配管部品の製造

## 事業所
- 本社（東京都中央区）
- 東京支社（東京都品川区）
- 大阪支社（大阪府摂津市）